# Aforia watsoni
Aforia watsoni é uma espécie de gastrópode do gênero Aforia, pertencente a família Cochlespiridae.